# Ninio

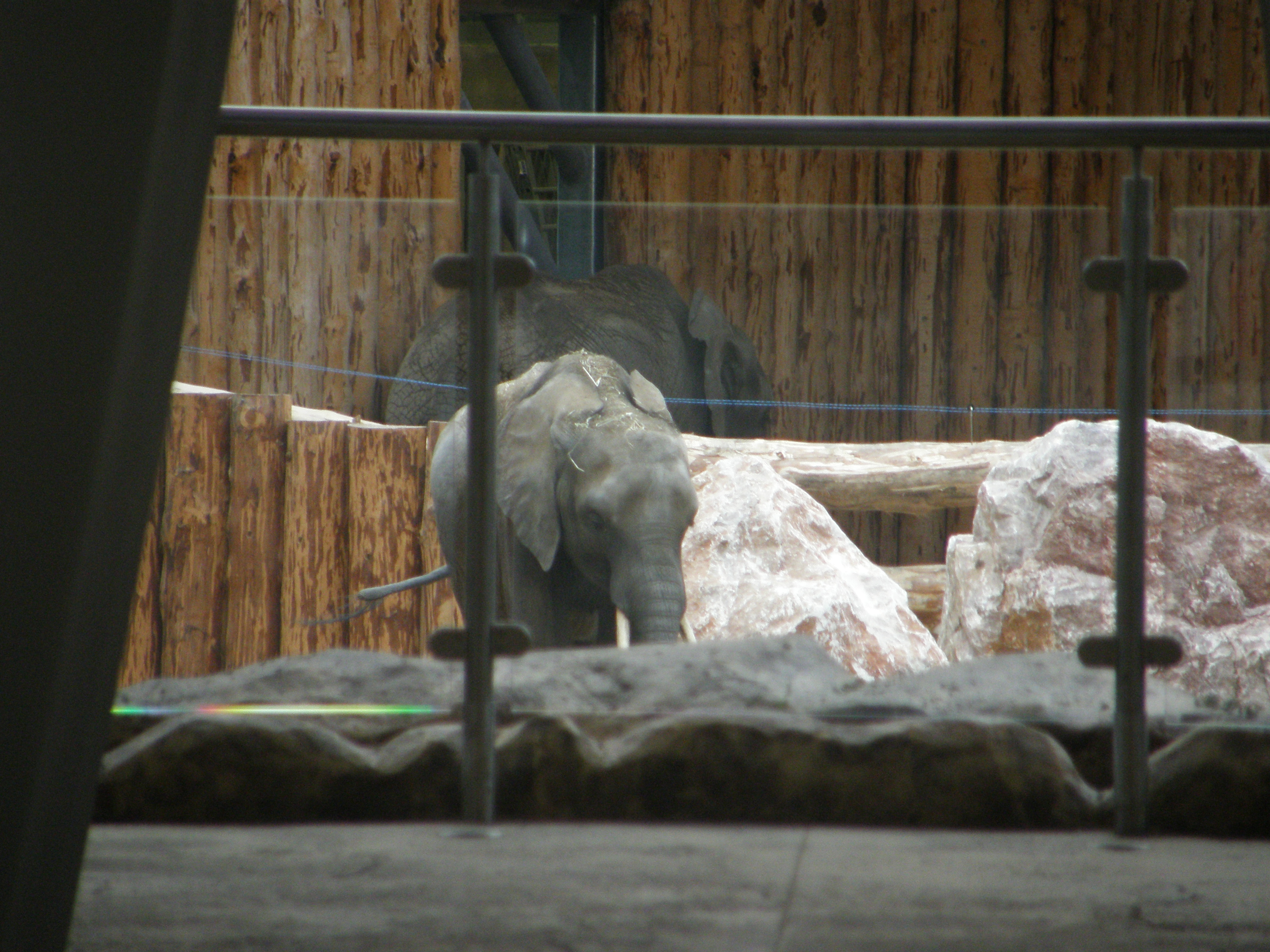
Ninio (na drugim planie) i jego towarzysz Yzic w poznańskim zoo

Ninio (ur. 30 września 1999 w Ramat Gan w Izraelu) – słoń afrykański (Loxodonta africana) znajdujący się wśród kolekcji zwierząt Nowego Zoo w Poznaniu. Mieszka od 10 marca 2009 na terenie, wybudowanej w tym samym roku na poznańskiej Malcie, ogromnej słoniarni z wybiegiem o powierzchni 2,5 ha. Po raz pierwszy został zaprezentowany zwiedzającym w dniach 25–26 kwietnia 2009 podczas otwarcia obiektu.
Ninio posiada numer ewidencyjny 9906 w bazie danych EEP – Europejskiego Programu Ochrony Zwierząt.

## Pochodzenie i hodowla
Jego ojcem jest Yossi (EEP 7402) urodzony w 1974 r. w ogrodzie zoologicznym w Ramat Gan Zoo – tym samym, w którym urodził się Ninio. Matką była starsza od ojca o pięć lat słonica Norris (alias Mazal, EEP 6906) urodzona na wolności w Parku Narodowym Aruszy w Tanzanii i odłowiona do zoo w 1973. Znane są też imiona dziadków Ninia ze strony ojca, którymi byli Bahati i Timbo.
Ninio urodził się w Ramat Gan Zoo, gdzie przez 5 lat przebywał razem z matką. Do 2009 doliczono się, że Ninio posiada dwadzieścioro dwoje przyrodniego rodzeństwa ze strony ojca i pięcioro ze strony matki, która zmarła 7 lipca 2008, gdy młody, 9-letni słoń przebywał już w zoo w Nyíregyháza na Węgrzech.
Z Izraela 10 lipca 2003 Ninio trafił do Ogrodu Zoologicznego w Warszawie, gdzie dano mu imię Lotek, które to otrzymał na cześć sponsora – Totalizatora Sportowego, finansującego wówczas zakup słoni. W Warszawie mieszkał ze swoim młodszym przyrodnim bratem Leonem i trzema samicami: Fryderyką, Bubą i Zulą. Sprawiał nieco problemów ze względu na kłopoty z zębami i pobudliwość. Jak donosił wówczas stołeczny dodatek do „Gazety Wyborczej” – Lotek bił słonice: kiedy któraś podebrała mu jedzenie, obrywała trąbą i była ganiana przez pół wybiegu. Innym razem wrzucił Leona do basenu. Winą za niesforne zachowanie obarczano zły stan uzębienia 4-letniego słonia. Dziury w lewym ciosie musiały mu zostać zaleczone pod narkozą przez stomatologa z Warszawskiego Uniwersytetu Medycznego, a pełną relację z przeprowadzonego zabiegu zamieścił internetowy „Magazyn Stomatologiczny”.
Ze względu na fakt, że słonie są zwierzętami żyjącymi w stadach matriarchalnych, wiadomo było, że któryś z samców będzie musiał opuścić warszawskie zoo. W międzyczasie w jednym z węgierskich ogrodów zoologicznych ukończono budowę nowoczesnej słoniarni i ponieważ stała pusta, to Węgrzy zwrócili się o przekazanie jednego ze słoni. Wybrano Ninia, gdyż zachowywał się dość agresywnie wobec pozostałych.
20 kwietnia 2006 Ninio został przewieziony do Sóstó Zoo w Nyíregyházi Állatpark na Węgrzech, gdzie otrzymał nowe imię Szabolcs. Stamtąd po trzech latach został ponownie przetransportowany do Polski razem z 5-letnim słoniem o imieniu Yzik, trafiając do Poznania. W sumie przejechał trasę ponad 4,5 tys. kilometrów, zanim trafił do zoo, w którym można go obecnie oglądać.
20 sierpnia 2009 do grupy poznańskich słoni dołączyła przywieziona z Holandii 23-letnia słonica Linda. Pod koniec września polskie media donosiły o planowanym skojarzeniu Ninia z dwiema słonicami, które zostaną przewiezione do poznańskiego zoo z Warszawy w celach rozrodczych. Informacja była jednak błędna, bowiem warszawski ogród zoologiczny sam tworzy własną grupę hodowlaną. Ostatecznie 24 listopada 2009 roku przeniesiono do Poznania dwie dorosłe słonice z Chorzowa: Kingę i Kizi. Pierwsza z nich objęła przodownictwo w grupie słonic, podczas gdy druga została nieformalną opiekunką młodego Izika, który do czasu połączenia z chorzowskimi słonicami został przygarnięty przez Lindę. Obecność dojrzałych samic przyspieszyła dojrzewanie Ninio, który od wiosny 2010 roku zaczął przejawiać oznaki dojrzewania i zainteresowania samicami.
Kojarzenie słoni odbywa się zgodnie z zaleceniami europejskiego koordynatora gatunku. Warszawskie słonice są cenne ze względu na materiał genetyczny, ponieważ urodziły się w Afryce, w naturalnych warunkach. Podobnie wysoką wartość mają również wszystkie poznańskie słonice, które urodziły się w naturze. Wyjątkową wartość dla hodowli ma Ninio, który pochodzi od rodziców urodzonych w naturze. Niestety wartości takiej nie ma warszawski Leon, bowiem pochodzi z chowu wsobnego (jego matka jest dla niego jednocześnie przyrodnią siostrą, a ojciec – dziadkiem). Docelowo poznańskie stado słoni ma liczyć 10 osobników.
W pierwszej połowie 2013 słoń przeszedł trzy operacje, z których najtrudniejszy był trwający ponad trzy godziny zabieg usunięcia uszkodzonego lewego ciosu. Przeprowadzili go specjaliści z RPA – dr Gerhard Steenkamp i dr Adrian Tordiffe.

## Interpelacja w sprawie „słonia-geja”
Słoń Ninio stał się słynny w 2009 za sprawą radnego Michała Grzesia, członka Prawa i Sprawiedliwości. Po lekturze materiałów zamieszczonych w Internecie oraz artykule w tygodniku „Wprost”, radny miejski wykrył u słonia orientację homoseksualną, o której mówił na posiedzeniu rady miejskiej Poznania 7 kwietnia 2009:

Nie po to wydawaliśmy 37 mln zł na największą w Europie słoniarnię, aby mieszkał w niej słoń gej. Mieliśmy mieć stado słoni, a skoro Ninio woli kolegów od koleżanek, to w jaki sposób spłodzi potomstwo? (...) Jak takie zachowanie wytłumaczą rodzice swoim dzieciom?

Ponadto, według radnego, nie dosyć, że lubił tylko kolegów, to jeszcze bił samice trąbą ― Obawiam się też, że niewyżyty słoń może stanowić zagrożenie ― dodawał radny w wypowiedziach prasowych.
Sprawa interpelacji poznańskiego radnego w sprawie słonia-geja odbiła się echem na całym świecie, stanowiąc podstawę do prześmiewczych publikacji prasowych i relacji telewizyjnych. Informacja pojawiła się w Polsce w TVP, TVN, TVN24, RMF i Polsacie. Wśród zagranicznych mediów relacjonowały m.in. stacje telewizyjne: Sky News, ABC News, dzienniki: „Independent”, „Washington City Paper”, „Daily Telegraph” oraz media internetowe: portal Yahoo! i plotkarski PerezHilton.com. Sprawa dotarła nawet do Chin poprzez agencję prasową Xinhua. Informował o niej również najbardziej prestiżowy dla słoni (powiązany z EEP) serwis internetowy „Elephant-News”, a także elektroniczne media w poprzednim miejscu zamieszkania słonia, na Węgrzech. Komentowano i porównywano sprawę słonia-geja z protestami w Polsce przeciwko seksualnym upodobaniom jednego z Teletubisiów. W kontekście polskiej homofobii padało nazwisko radnego i nazwa jego partii.
Według dyrektora zoo i opiekunów zwierzęcia podpierających się opinią etologów, słoń jest jeszcze za młody, by móc mówić o jego preferencjach seksualnych, gdyż słonie osiągają dojrzałość płciową w wieku 14 lat.
Cała sprawa przysporzyła popularności poznańskiemu zoo. Sam radny Grześ przyznał w jednej z wypowiedzi dla prasy: Orientacja słonia budzi bardzo duże zainteresowanie wśród zwiedzających. Jest ich znacznie więcej niż przed ogłoszeniem tych rewelacji. To dla ogrodu jest ogromny zysk. Po czasie całość sprawy obracał w żart.
Dzięki nietypowej popularności młody słoń zyskał fundusze na swoje utrzymanie. W dniach 8–17 maja 2009 odbył się w Poznaniu „Ninio Knows-How Festiwal” na cześć sławnego słonia. Ninio został maskotką festiwalu LGBT, a na imprezach kwestowano na rzecz jego adopcji, m.in. podczas występów drag queens. Wymyślony na potrzeby poznańskiego festiwalu slogan brzmiał:

Ninio Knows-How – Słoń Warty Poznania

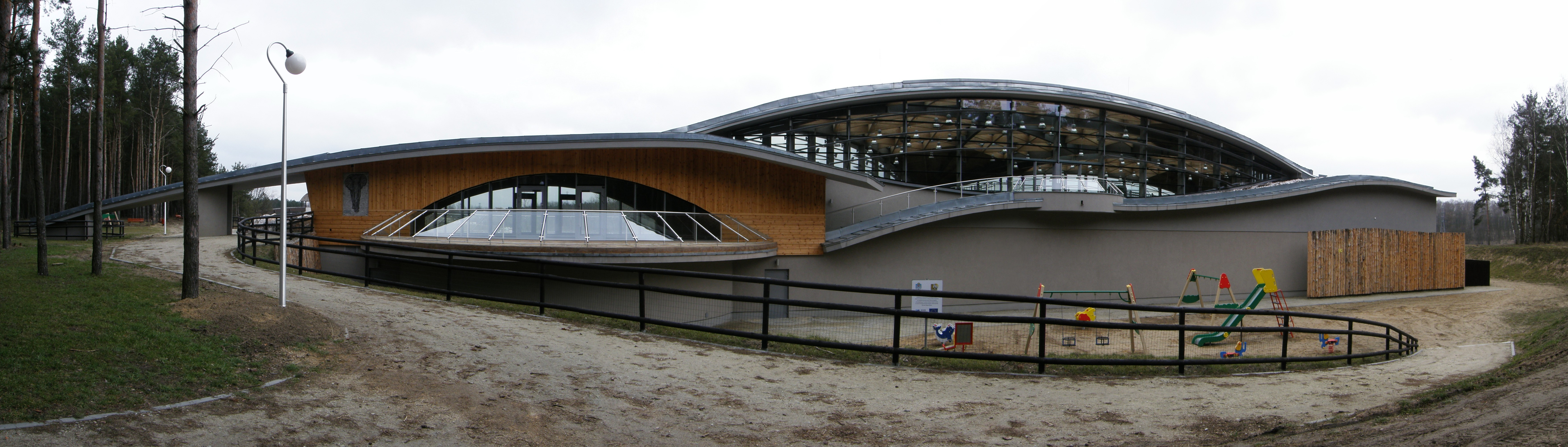
Trzykondygnacyjny budynek poznańskiej słoniarni